# Boeing P-8 Poseidon
Il Boeing P-8 Poseidon (conosciuto in origine come Multimission Maritime Aircraft o MMA) è un aereo da pattugliamento marittimo progettato e costruito dall'azienda aeronautica statunitense Boeing. La sua architettura è la stessa del bireattore civile Boeing 737, la cui cellula è stata modificata per sviluppare il nuovo pattugliatore marittimo dell'U.S. Navy, destinato a sostituire il Lockheed P-3 Orion.

## Storia

### Sviluppo

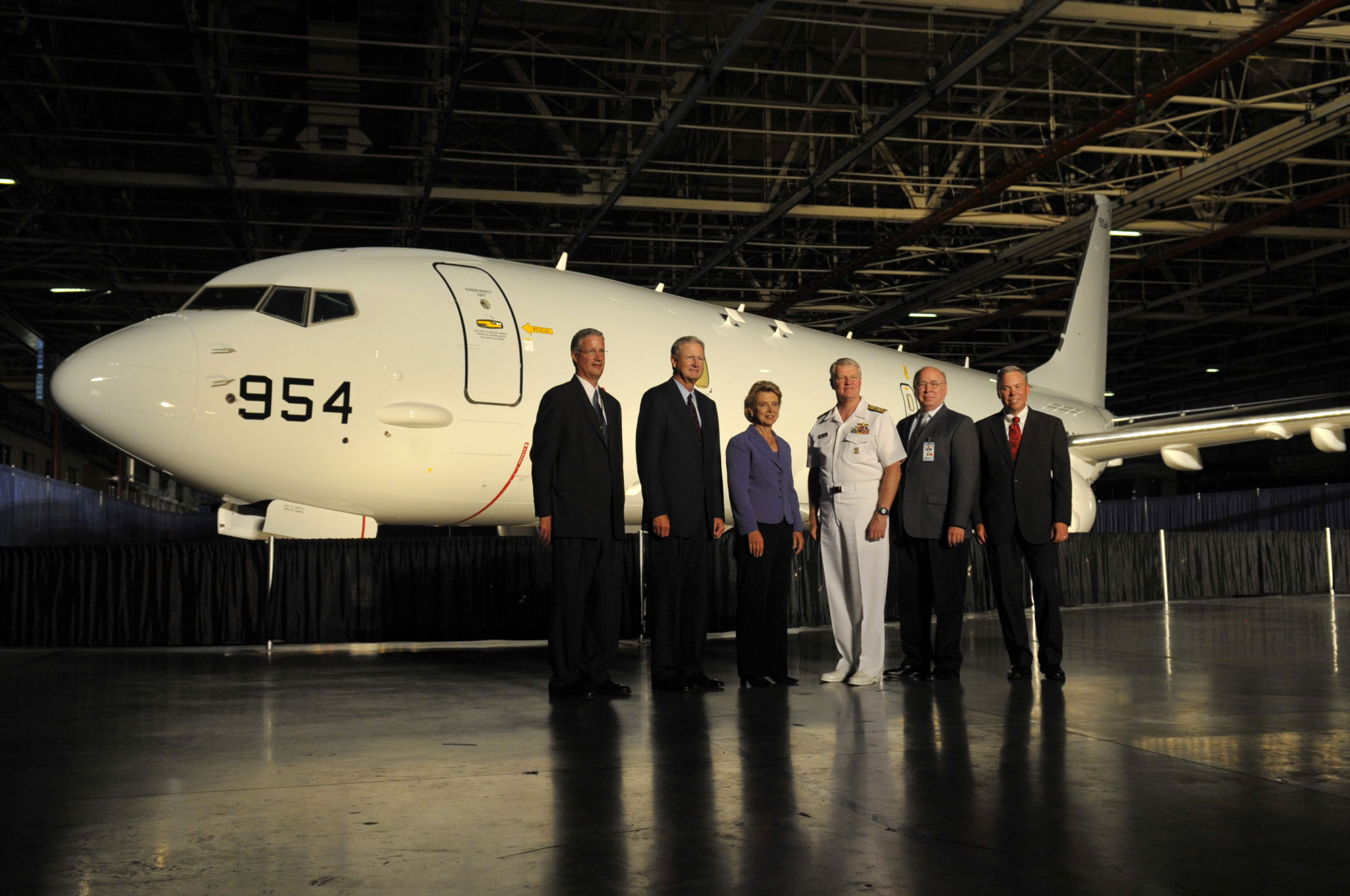
"Roll out" del P-8A il 30 luglio 2009

Il programma Multimission Maritime Aircraft (detto anche MMA) è stato avviato grazie a una specifica commessa della U.S. Navy negli anni novanta,  con l'intenzione di sostituire i vetusti Lockheed P-3 Orion.
Il velivolo si basa sulla cellula del noto bireattore civile Boeing 737, modificata per creare un aereo dalle caratteristiche multiruolo che gli consentano di svolgere anche missioni di interdizione, ricerca e soccorso, intelligence, sorveglianza, ricognizione e acquisizione di bersagli; il sistema di missione, inoltre, si basa su una architettura aperta. La fase di sviluppo e dimostrazione dell'intero programma prevede la costruzione di tre prototipi volanti e due per le prove a terra.
Nel frattempo il velivolo è stato battezzato P-8A Poseidon dalla U.S. Navy, che prevede di acquistarne 108 esemplari destinati a sostituire nella propria linea di volo gli anziani P-3C; la capacità operativa iniziale (initial operational capability) è prevista per il 2013. I nuovi pattugliatori Poseidon saranno in grado di svolgere missioni di ricognizione, sorveglianza, lotta antisommergibile e operazioni contro il naviglio di superficie.
Il Poseidon ha già conseguito due successi di vendita all'estero: infatti è stato ordinato in 12 esemplari dalla Naval Air Arm (la marina militare dell'India) nella versione P-8I, versione appositamente sviluppata per le esigenze indiane dal P-8A; anche la Royal Australian Air Force ha deciso di dotarsi di un nuovo mezzo per la lotta antisommergibile e ne ha acquistati 8 esemplari nella variante simile alla P-8A. L'interesse è per un totale di 15 esemplari. La RAF britannica ha intenzione di ordinare 9 esemplari (numeri aggiornati in base a quanto riportato dalla Rivista italiana difesa, numero di aprile 2016, p. 47)

### Impiego operativo

#### Interesse italiano
L'Italia ha più volte indicato il P-8 Poseidon come scelta per il futuro aereo da pattugliamento marittimo per sostituire il Breguet Br.1150 Atlantic.
A causa della mancanza di fondi, il programma di sostituzione è stato più volte rinviato, finché si è deciso di ordinare 4 ATR 72 in configurazione di pattugliatori marittimi, con predisposizione per l'armamento antisommergibile, come soluzione temporanea fino al 2020.

## Versioni

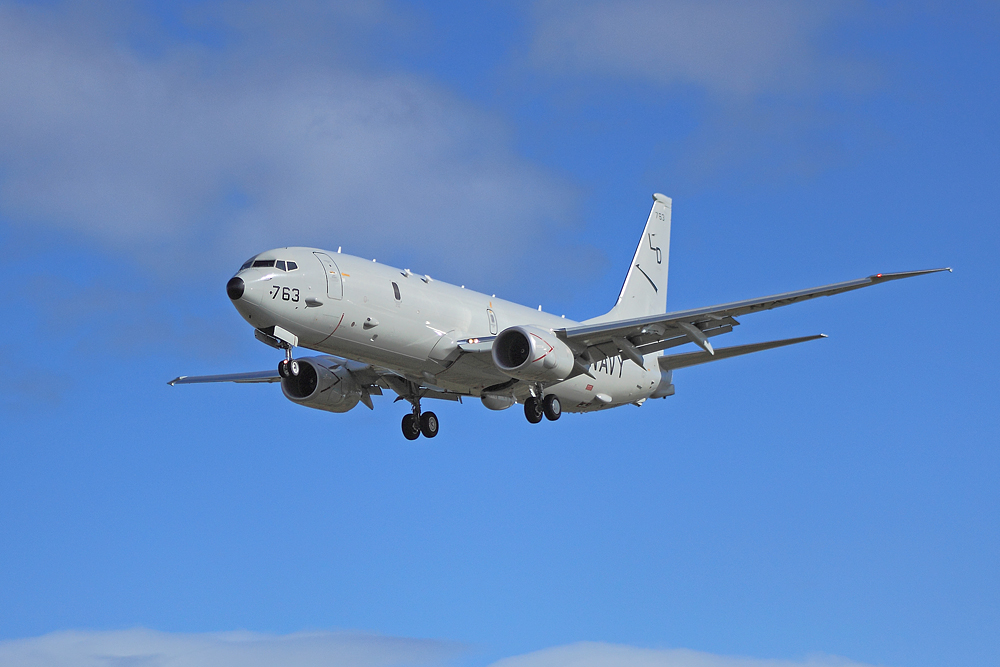
Boeing P-8A Poseidon in volo

- P-8A: variante adottata dall'U.S. Navy e dalla Royal Australian Air Force;
- P-8I: versione da esportazione, acquisita dalla Naval Air Arm indiana;

## Utilizzatori
Australia
- Royal Australian Air Force

12 P-8A Poseidon ordinati, con consegne completate tra aprile 2017 e dicembre 2019. Un'opzione per ulteriori 3 esemplari non è stata ancora esercitata al dicembre 2019. Ulteriori 2 esemplari, che portano il totale a 14, sono stati ordinati il 31 marzo 2021.
 Canada
- Royal Canadian Air Force

14 P-8A (più due in opzione) selezionati a dicembre 2023, ordinati ufficialmente a marzo 2024.
 Corea del Sud
- Daehanminguk Haegun

6 P-8A ordinati a luglio 2018. Primi tre esemplari consegnati il 19 giugno 2024.
 Germania
- Marineflieger

Il 12 marzo 2021, il Dipartimento di Stato americano ha deciso di approvare una possibile vendita militare straniera (FMS) alla Germania del valore di 1,77 miliardi di dollari per 5 P-8A Poseidon, dopo che il governo tedesco ha chiesto di acquistare i cinque velivoli da pattugliamento marittimo. 5 P-8A ordinati il 23 settembre 2021, con possibilità di acquisirne ulteriori sette. Ulteriori 3 esemplari ordinati a marzo 2024, che portano a otto gli esemplari da consegnare.
 India
- Naval Air Arm

12 P-8I Poseidon ordinati, e tutti consegnati al febbraio 2022. A giugno 2019 il Ministero della Difesa indiano ha approvato l'acquisto di ulteriori 10 aerei.
 Norvegia
- Kongelige Norske Luftforsvaret

5x P-8A Poseidon ordinati.. Il primo aereo consegnato il 19 novembre 2021 Il quinto ed ultimo esemplare consegnato il 27 maggio 2022.
 Nuova Zelanda
- Royal New Zealand Air Force

4x P-8A Poseidon ordinati a luglio 2018. Il primo esemplare è stato consegnato negli USA il 7 dicembre 2022, ed è arrivato in Nuova Zelanda il 12 dicembre 2022. Secondo esemplare consegnato il 20 marzo 2023, mentre il terzo il 19 maggio dello stesso anno.
 Regno Unito
- Royal Air Force

9x P-8A Poseidon, ridesignati Poseidon MRA Mk1, ordinati al gennaio 2019. Il primo aereo è stato preso in consegna negli Stati Uniti dove rimarrà per tutto il primo trimestre del 2020. Il nono ed ultimo esemplare è stato consegnato l'11 gennaio 2022.
 Stati Uniti
- United States Navy

108x P-8A Poseidon in consegna dal 2014. Ulteriori 9 esemplari ordinati il 31 marzo 2021, che portano a 117 gli aerei ordinati, mentre quelli in servizio sono 109. A luglio 2025 erano 139 i P-8A in organico.